# Địa Thiên Thái
Quẻ Địa Thiên Thái

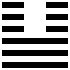
Đồ hình quẻ Địa Thiên Thái

đồ hình |||::: còn gọi là quẻ Thái (泰 tãi), là quẻ số 11 trong Kinh Dịch.
- Nội quái là ☰ (||| 乾 qiàn) Càn hay Trời (天).
- Ngoại quái là ☷ (::: 坤 kún) Khôn hay Đất (地).

Văn Vương viết thoán từ:

Thái: Tiểu vãn đại lai, cát, hanh (泰: 小往大來, 吉, 亨).
Giải nghĩa: Thông dã. Điều hòa. Thông hiểu, am tường, hiểu biết, thông suốt, quen biết, quen thuộc. Thiên địa hòa xướng chi tượng: tượng trời đất giao hòa.